# Incidente del MiG-21 a Jalandhar del 2002
Il 3 maggio 2002, un MiG-21 bis dell'aeronautica militare indiana (IAF) si è schiantato contro un edificio per uffici a Jalandhar, nella regione indiana del Punjab, uccidendo otto persone e ferendone 17 a terra. Il pilota, eiettatosi dal caccia, è sopravvissuto. Anche diversi passanti sono rimasti feriti mentre tentavano di salvare le persone intrappolate negli edifici.

## Panoramica dell'incidente
L'aereo, pilotato dal tenente di volo SK Nayak, era decollato dalla base dell'aeronautica militare di Adampur verso le 10:00, cinque minuti prima dell'incidente. Il pilota disse di aver "sentito un rumore insolito seguito da un'esplosione nel motore", e di essersi eiettato.
L'aereo si è schiantato contro la filiale di Jalandhar della Banca del Rajasthan, situata in una zona residenziale e commerciale densamente popolata della città. L'incidente provocò un grande incendio nella banca e nel deposito di legname adiacente. Dei pezzi del caccia caddero anche sulle case vicine. Le prime unità antincendio a intervenire non riuscirono a trovare fonti d'acqua con cui combattere l'incendio, che non è stato combattuto fino all'arrivo sulla scena dei camion dell'esercito indiano con la schiuma. Ci sono volute 40 unità antincendio per cinque ore per contenere l'incendio.
Almeno una fonte di notizie ha riferito che anche un copilota si era eiettato, benché il MiG-21bis sia monoposto. Dopo l'incidente, l'IAF sospese tutte le operazioni di addestramento al volo del MiG-21.

## Record di sicurezza
Il record di sicurezza dei MiG-21 dell'IAF ha suscitato preoccupazione nel Parlamento indiano e nei media, portando a volte l'aereo ad essere definito dall'IAF come una "bara volante". Una fonte stima che nei nove anni dal 1993 al 2002, l'IAF ha perso oltre 100 piloti in 283 incidenti. Durante la sua vita di servizio, l'IAF ha perso almeno 116 aerei in incidenti (esclusi quelli persi in combattimento), con 81 di questi avvenuti dal 1990.
"Prima della discussione sulla propensione o meno agli incidenti del velivolo MiG-21, le cifre relative alla perdita di 221 velivoli e 100 piloti durante il periodo 1991-2000 sembrano essere errate. Durante questo periodo, 221 MiG-21 non sono mai andati persi né 100 piloti hanno perso la vita in incidenti con MiG-21. Le cifre riportate forse sono la perdita totale di velivoli IAF che coinvolgono tutti i tipi utilizzati dal servizio. È anche possibile che le cifre siano state riportate erroneamente sulla stampa."
L'età dei MiG-21 e il loro record di sicurezza hanno portato il Public Accounts Committee del Parlamento a chiedere la loro immediata eliminazione graduale in un rapporto del marzo 2002, e questo incidente ha aggiunto urgenza a tale raccomandazione. Tuttavia, il capo di stato maggiore dell'aeronautica, il maresciallo capo dell'aeronautica S. Krishnaswamy e il maresciallo capo dell'aeronautica AY Tipnis hanno dichiarato che gli aerei sono "idonei a volare". Oltre alla brutta età degli aerei, la loro manutenzione e conservazione sono state messe in discussione.
Altre fonti attribuiscono il tasso di incidenti a fallimenti nel sistema di addestramento dei piloti.
Un incidente simile si verificò il 14 giugno 1986, quando il pilota di un MiG-21 in decollo da una base aerea a Bareilly, in India, si eiettò. L'aereo si schiantò nel vicino villaggio di Rampurmasi, uccidendo 13 persone a terra.